# Callicore eunomia
Espèce
Callicore eunomia est une espèce de lépidoptères (papillons) de la famille des Nymphalidae et de la sous-famille des Biblidinae et du genre Callicore.

## Dénomination
Callicore eunomia a été décrit par William Chapman Hewitson en 1853 sous le nom initial de Catagramma eunomia.

### Noms vernaculaires
Callicore eunomia se nomme Eunomia Numberwing en anglais.

### Sous-espèces

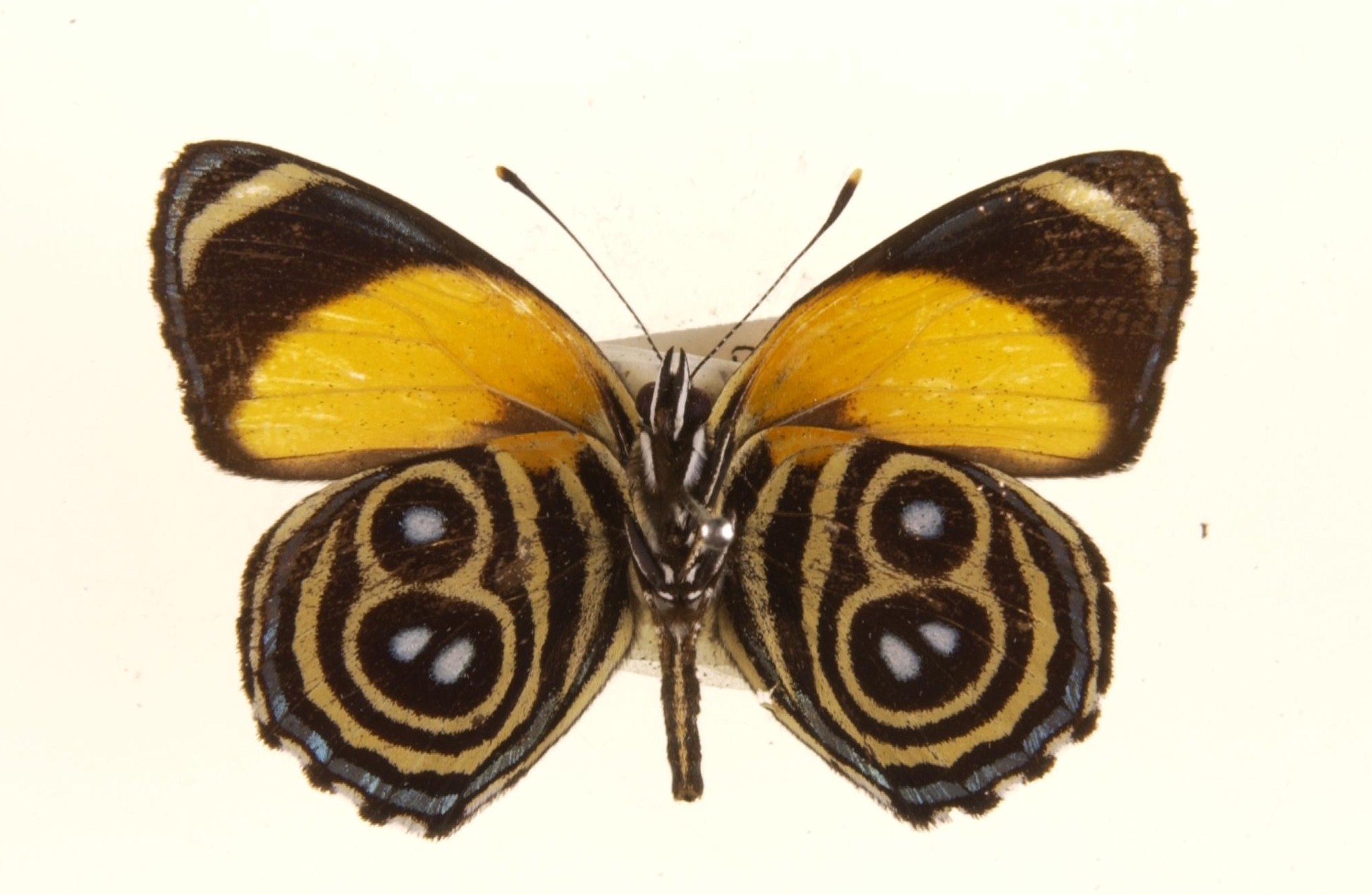
Callicore eunomia revers

- Callicore eunomia eunomia, présent en Équateur et au Pérou.
- Callicore eunomia alani Attal & Crosson du Cormier, 2003
- Callicore eunomia ferrerorum Attal, 2000 ; présent au Venezuela.
- Callicore eunomia incarnata (Röber, 1915) ; présent en Bolivie et au Pérou.
- Callicore eunomia valeriae Neild, 1996 ; présent au Venezuela[1].

## Description
Callicore eunomia est un papillon d'une envergure de 30 mm à 40 mm, au dessus de couleur noire avec aux ailes antérieures une partie basale orange allant presque jusqu'au milieu du bord costal et à proximité de l'angle externe et aux ailes postérieures une petite bande bleue le long du bord externe, du côté de l'angle anal,.
Le revers des ailes antérieures présente la même très partie orange que le dessus avec en plus une rayure beige à l'apex alors que les ailes postérieures sont ornementées de rayures beige, d'une bande submarginale bleue et de deux gros ocelles pupillés de bleu formant un 8.

## Biologie
Sa biologie n'est pas connue.

## Écologie et distribution
Callicore eunomia est présent au Venezuela, en Équateur, en Bolivie, au Pérou et en Guyana,.

### Biotope
Callicore eunomia réside dans la forêt tropicale humide.

### Protection
Pas de statut de protection particulier.